# Habsburg–Lotaringiai Erzsébet Amália főhercegnő
Erzsébet Amália Eugénia Mária Terézia Karolina Lujza Jozefa (Elisabeth Amalie Eugenia Maria Theresia Karoline Luise Josepha von Österreich) (Reichenau an der Rax, 1878. július 7. – Liechtenstein, 1960. március 13.) osztrák főhercegnő, magyar és cseh királyi hercegnő, Ferenc Ferdinánd trónörökös húga, házassága révén liechtensteini hercegné.

## Élete

### Származása, testvérei
Erzsébet Amália főhercegnő az alsó-ausztriai Reichenau an der Rax üdülőhelyen, a Wartholz villában született. Édesapja Habsburg–Lotaringiai Károly Lajos főherceg (1833–1896) volt, I. Ferenc József császár és király öccse. Édesanyja a főherceg harmadik felesége, a Bragança-házból való Mária Terézia portugál infánsnő (1855–1944) volt, I. Mihály portugál király és Adelheid Zsófia löwenstein–wertheim–rosenbergi hercegnő leánya. Az 1873-ban a Majna-menti Kleinheubachban, a Löwenstein-Wertheim-Rosenberg hercegség székhelyén, anyjának szülővárosában kötött házasságból két leány született:
- Mária Annunciáta főhercegnő (1876–1961), aki apja második, elhunyt feleségének keresztneveit kapta, de a családban csak „Miana”-nak hívták, és
- Erzsébet Amália főhercegnő (1878–1960).

Károly Lajos főherceg második házasságából, amelyet Mária Annunciáta nápoly–szicíliai királyi hercegnővel (1842–1871), II. Ferdinánd nápoly–szicíliai király (1810–1859) leányával kötött, négy gyermek született, Erzsébet Amália főhercegnő féltestvérei:
- Habsburg–Lotaringiai Ferenc Ferdinánd osztrák–magyar trónörökös 1914-es meggyilkolásáig.
- Ottó Ferenc főherceg (1865–1906), későbbi gúnynevén „a szép Ottó”, akinek fiából, Károly főhercegből (1887–1922) I. Károly néven osztrák császár, IV. Károly néven magyar, III. Károly néven cseh király lett.
- Ferdinánd Károly főherceg (1868–1915), aki 1911-től a Ferdinand Burg polgári néven élt.
- Margit Zsófia főhercegnő (1870–1902), aki Albrecht württembergi herceghez ment feleségül.

### Házassága, gyermekei

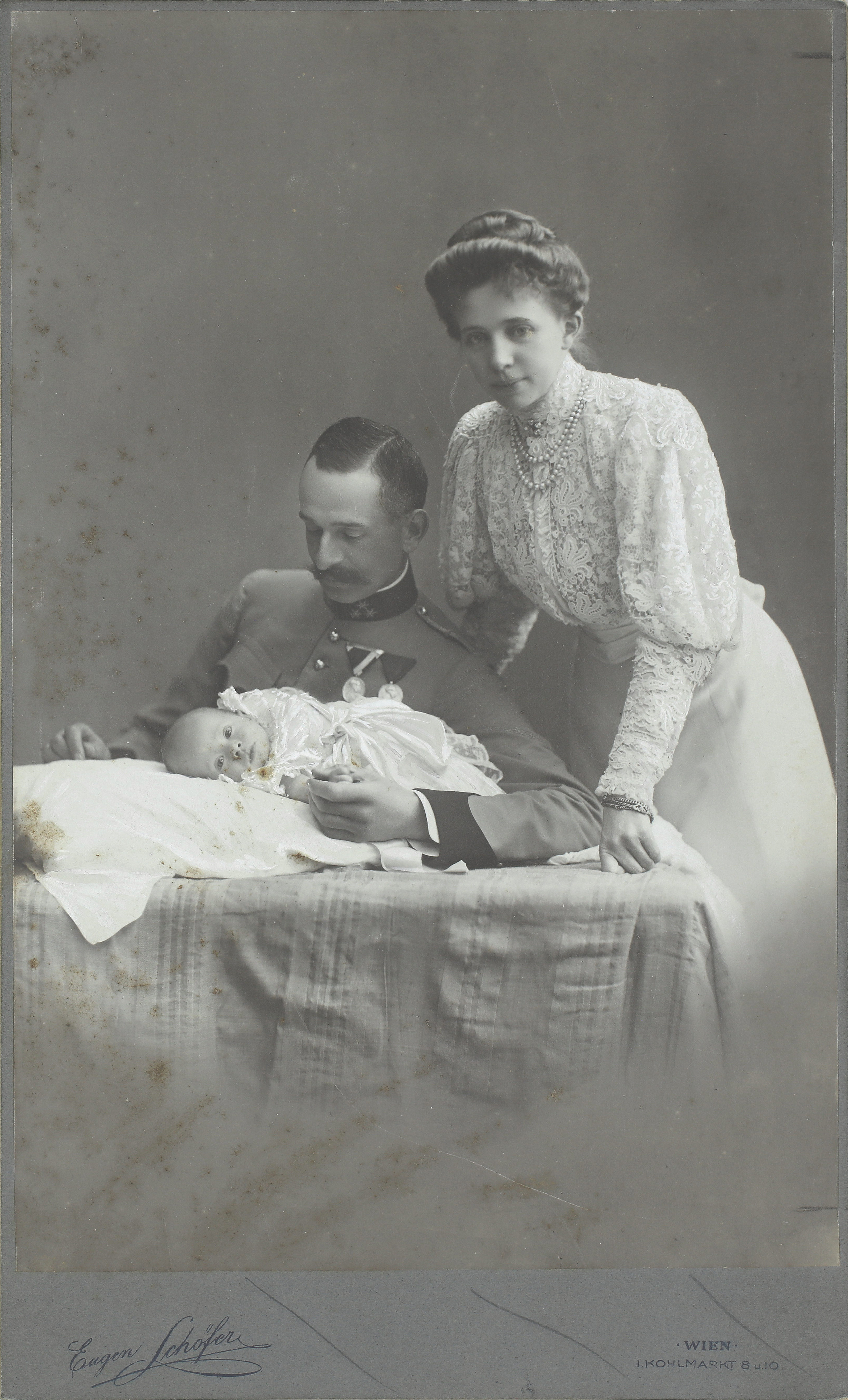
Erzsébet Amália liechtensteini hercegné férjével és első gyermekükkel

1903. április 20-án Bécsben feleségül ment Alois Gonzaga Maria Adolf von und zu Liechtenstein herceghez (1869–1955), Alfred von und zu Liechtenstein herceg (1842–1907) és Henriette von Liechtenstein hercegnő (1843–1931) fiához.
Nyolc gyermekük született, valamennyien a Liechtenstein hercege/hercegnője (Prinz/Prinzessin von und zu Liechtenstein) címet viselték:
1. Franz Joseph Maria Aloys (1906–1989), akinek keresztapja a császári nagybácsi, I. Ferenc József volt. 1939-től II. Ferenc József néven Liechtenstein uralkodó hercege lett, és 1943-ban Georgina von Wilczek osztrák grófnőt (1921–1989) vette feleségül.
2. Maria Theresia Henriette Aloisia (1908–1973), aki 1944-ben Arthur von Strachwitz grófhoz (1905–1996) ment feleségül.
3. Karl Alfred Maria Johannes (1910–1985), aki 1949-ben Habsburg–Toscanai Ágnes főhercegnőt (1928–2007), Hubert Szalvátor főherceg (1894–1971) leányát, Ferenc Szalvátor főherceg és Mária Valéria főhercegnő unokáját vette feleségül.
4. Georg Hartmann Maria Josef (1911–1988), aki 1948-ban Maria Christina von Württemberg hercegnőt (* 1924) vette feleségül.
5. Ulrich Dietmar Maria Franz (1913–1978), nem nősült meg.
6. Marie Henriette Theresia Aloisia (1914–2011), aki 1943-ban Peter von Eltz (melléknevén „Faust von Stromberg”) grófhoz (1909–1992) ment feleségül.
7. Aloys Heinrich Maria Franz (1917–1967), nem nősült meg.
8. Heinrich Hartneid Maria Franz (1920–1993), aki 1968-ban Amélie Podstatzki grófnőt (1935–2025) vette feleségül.

Liechtenstein uralkodó hercegének, I. Ferencnek (1853–1938) nem voltak gyermekei, a trón várományosának unokaöccsét, Alois herceget, Erzsébet Amália főhercegnő férjét tartották. Alois herceg 1923. február 26-án lemondott trónigényéről legidősebb fia, Franz Joseph javára, aki így a Liechtensteini Hercegség trónörökösévé lépett elő. 1938. július 25-én I. Ferenc uralkodó herceg elhunyta után Franz Joseph herceg átvette a régensi méltóságot. Vaduzba költözött, és 1939. május 30-án II. Ferenc József néven Liechtenstein uralkodó hercegévé koronázták. Az uralkodó hercegek sorában ő volt az első, aki székhelyét a hercegségben tartotta.
Erzsébet Amália főhercegnő fiával együtt Liechtensteinben élt. 81 éves korában, 1960. március 13-án hunyt el a hercegség fővárosában, Vaduzban. Fia Liechtenstein uralkodója maradt 1989-ben bekövetkezett haláláig.